# Platte City
Platte City – miasto w Stanach Zjednoczonych, w stanie Missouri, w hrabstwie Platte.